# Lucas Mahias
Lucas Mahias (Mont-de-Marsan, Francia; 14 de abril de 1989) es un piloto de motociclismo francés que participa en el Campeonato Mundial de Supersport a bordo de una Yamaha YZF-R6 del equipo GMT94 Yamaha.
En 2014 ganó el Campeonato de Supersport francés, ganando las 12 carreras de la temporada, y en 2016 ganó el título de pilotos del Campeonato Mundial de Motociclismo de Resistencia.

## Biografía
En 2017, Mahias hizo su primera temporada como piloto titular en el Campeonato Mundial de Supersport con el GRT Yamaha Official WorldSSP Team. En la tercera fecha celebradá en el MotorLand Aragón consiguió su primera victoria en la categoría,
 consiguió otra victoria más en la temporada en la última fecha del campeonato en el Circuito Internacional de Losail. Además de las dos victorias, consiguió seis podios (cinco segundos puestos y un tercer puesto) y una pole, las cuales le permitieron a Mahias consagrarse campeón del mundo de supersport.

## Resultados

### Campeonato Munidial de Motociclismo
Sistema de puntuación de 1993 hasta 2022:
| Posición | 1.º | 2.º | 3.º | 4.º | 5.º | 6.º | 7.º | 8.º | 9.º | 10.º | 11.º | 12.º | 13.º | 14.º | 15.º |
| Puntos   | 25  | 20  | 16  | 13  | 11  | 10  | 9   | 8   | 7   | 6    | 5    | 4    | 3    | 2    | 1    |

#### Por temporada
| Temp. | Cat.  | Moto          | Equipo        | Carreras | Victorias | Podios | Poles | V.Ráp. | Pts | Pos. |
| ----- | ----- | ------------- | ------------- | -------- | --------- | ------ | ----- | ------ | --- | ---- |
| 2013  | Moto2 | Transfiormers | Promoto Sport | 1        | 0         | 0      | 0     | 0      | 0   | NC   |
| 2013  | Moto2 | Tech 3        | Tech 3        | 1        | 0         | 0      | 0     | 0      | 0   | NC   |
| 2014  | Moto2 | Transfiormers | Promoto Sport | 3        | 0         | 0      | 0     | 0      | 0   | NC   |
| 2015  | Moto2 | Transfiormers | Promoto Sport | 1        | 0         | 0      | 0     | 0      | 0   | NC   |
| 2019  | MotoE | Energica      | Ajo MotoE     | 0        | 0         | 0      | 0     | 0      | 0   | NC   |
| Total |       |               |               | 6        | 0         | 0      | 0     | 0      | 0   |      |

#### Carreras por año
(Carreras en negrita indica pole position, carreras en cursiva indica vuelta rápida)
| Año  | Cat.  | Moto          | 1   | 2   | 3   | 4   | 5       | 6       | 7   | 8   | 9   | 10     | 11     | 12  | 13  | 14  | 15  | 16  | 17     | 18      | Pos. | Pts. |
| ---- | ----- | ------------- | --- | --- | --- | --- | ------- | ------- | --- | --- | --- | ------ | ------ | --- | --- | --- | --- | --- | ------ | ------- | ---- | ---- |
| 2013 | Moto2 | Transfiormers | QAT | AME | SPA | FRA | ITA     | CAT     | NED | GER | IND | CZE 22 | GBR    | RSM | ARA | MAL | AUS | JPN |        |         | NC   | 0    |
| 2013 | Moto2 | Tech 3        |     |     |     |     |         |         |     |     |     |        |        |     |     |     |     |     | VAL 24 |         | NC   | 0    |
| 2014 | Moto2 | Transfiormers | QAT | AME | ARG | SPA | FRA 18  | ITA     | CAT | NED | GER | IND    | CZE 31 | GBR | RSM | ARA | JPN | AUS | MAL    | VAL Ret | NC   | 0    |
| 2015 | Moto2 | Transfiormers | QAT | AME | ARG | SPA | FRA     | ITA     | CAT | NED | GER | IND    | CZE    | GBR | RSM | ARA | JPN | AUS | MAL    | VAL Ret | NC   | 0    |
| 2019 | MotoE | Energica      | GER | AUT | RSM | RSM | VAL DNS | VAL DNS |     |     |     |        |        |     |     |     |     |     |        |         | NC   | 0    |

### Campeonato Mundial de Supersport

#### Por temporada
| Temp. | Moto           | Equipo                            | Carreras | Victorias | Podios | Poles | V.Rap. | Pts. | Pos. |
| ----- | -------------- | --------------------------------- | -------- | --------- | ------ | ----- | ------ | ---- | ---- |
| 2014  | Yamaha YZF-R6  | MG Competition                    | 2        | 0         | 0      | 0     | 0      | 13   | 22.º |
| 2014  | Yamaha YZF-R6  | DMC Panavto–Yamaha                | 2        | 0         | 0      | 0     | 0      | 13   | 22.º |
| 2015  | Kawasaki ZX-6R | Kawasaki Intermoto Ponyexpres     | 6        | 0         | 0      | 0     | 0      | 51   | 12.º |
| 2015  | Yamaha YZF-R6  | MG Competition                    | 3        | 0         | 1      | 0     | 0      | 51   | 12.º |
| 2017  | Yamaha YZF-R6  | GRT Yamaha Official WorldSSP Team | 12       | 2         | 8      | 1     | 2      | 190  | 1.º  |
| 2018  | Yamaha YZF-R6  | GRT Yamaha Official WorldSSP Team | 12       | 3         | 6      | 6     | 3      | 185  | 2.º  |
| 2019  | Kawasaki ZX-6R | Kawasaki Puccetti Racing          | 12       | 2         | 6      | 1     | 3      | 168  | 4.º  |
| 2020  | Kawasaki ZX-6R | Kawasaki Puccetti Racing          | 15       | 2         | 8      | 0     | 0      | 229  | 2.º  |
| 2023  | Kawasaki ZX-6R | Kawasaki Puccetti Racing          | 10       | 0         | 0      | 0     | 0      | 37   | 19.º |
| 2024  | Yamaha YZF-R6  | GMT94 Yamaha                      | 24       | 0         | 1      | 0     | 0      | 155  | 9.º  |
| 2025  | Yamaha YZF-R9  | GMT94 Yamaha                      | 6        | 0         | 0      | 0     | 0      | 50*  | 6.º* |
| Total |                |                                   | 102      | 9         | 30     | 8     | 8      | 1078 |      |

- * Temporada en curso.

#### Carreras por año
(Carreras en negrita indica pole position, carreras en cursiva indica vuelta rápida)
| Año  | Moto     | 1       | 2       | 3       | 4     | 5       | 6       | 7       | 8       | 9     | 10      | 11    | 12    | Pos. | Pts. |
| ---- | -------- | ------- | ------- | ------- | ----- | ------- | ------- | ------- | ------- | ----- | ------- | ----- | ----- | ---- | ---- |
| 2014 | Yamaha   | AUS     | SPA     | NED     | ITA   | GBR     | MAL     | ITA     | POR     | SPA   | FRA Ret | QAT 4 |       | 22.º | 13   |
| 2015 | Kawasaki | AUS Ret | THA 4   | SPA Ret | NED 7 | ITA Ret | GBR Ret | POR     | ITA     | MAL   |         |       |       | 12.º | 51   |
| 2015 | Yamaha   |         |         |         |       |         |         |         |         |       | SPA Ret | FRA 3 | QAT 4 | 12.º | 51   |
| 2017 | Yamaha   | AUS 2   | THA Ret | SPA 1   | NED 2 | ITA 2   | GBR 2   | ITA Ret | GER 3   | POR 2 | FRA 4   | SPA 5 | QAT 1 | 1.º  | 190  |
| 2018 | Yamaha   | AUS 1   | THA 2   | SPA 4   | NED 4 | ITA 8   | GBR 5   | CZE 4   | MIS Ret | POR 1 | FRA 3   | ARG 3 | QAT 1 | 2.º  | 185  |
| 2019 | Kawasaki | AUS 12  | THA 8   | SPA 7   | NED 5 | ITA 8   | SPA 6   | MIS 3   | GBR 3   | POR 3 | FRA 1   | ARG 2 | QAT 1 | 4.º  | 168  |

| Año  | Moto     | 1     | 1     | 2       | 2     | 3     | 3       | 4      | 4       | 5      | 5      | 6      | 6       | 7     | 7     | 8       | 8       | 9     | 9       | 10    | 10    | 11    | 11    | 12    | 12    | Pos. | Pts. |
| Año  | Moto     | R1    | R2    | R1      | R2    | R1    | R2      | R1     | R2      | R1     | R2     | R1     | R2      | R1    | R2    | R1      | R2      | R1    | R2      | R1    | R2    | R1    | R2    | R1    | R2    | Pos. | Pts. |
| ---- | -------- | ----- | ----- | ------- | ----- | ----- | ------- | ------ | ------- | ------ | ------ | ------ | ------- | ----- | ----- | ------- | ------- | ----- | ------- | ----- | ----- | ----- | ----- | ----- | ----- | ---- | ---- |
| 2020 | Kawasaki | AUS 4 |       | SPA 4   | SPA 3 | POR 2 | POR Ret | SPA 5  | SPA 4   | SPA 4  | SPA 2  | SPA 2  | SPA 2   | FRA 2 | FRA 1 | POR Ret | POR 1   |       |         |       |       |       |       |       |       | 2.º  | 229  |
| 2023 | Kawasaki | AUS   | AUS   | INA     | INA   | NED   | NED     | SPA 16 | SPA 13  | ITA 10 | ITA 9  | GBR 11 | GBR Ret | ITA 9 | ITA 9 | CZE 14  | CZE Ret | FRA   | FRA     | SPA   | SPA   | POR   | POR   | ARG   | ARG   | 19.º | 37   |
| 2024 | Yamaha   | AUS 9 | AUS 7 | SPA Ret | SPA 3 | NED 9 | NED 24  | ITA 15 | ITA Ret | GBR 10 | GBR 10 | CZE 6  | CZE Ret | POR 8 | POR 5 | FRA 31  | FRA Ret | ITA 6 | ITA Ret | SPA 6 | SPA 8 | EST 4 | EST 4 | SPA 5 | SPA 7 | 9.º  | 155  |
| 2025 | Yamaha   | AUS 9 | AUS 6 | POR 4   | POR 4 | NED 9 | NED Ret | ITA    | ITA     | CZE    | CZE    | ITA    | ITA     | GBR   | GBR   | HUN     | HUN     | FRA   | FRA     | SPA   | SPA   | POR   | POR   | SPA   | SPA   | 6.º* | 50*  |

- * Temporada en curso.

### Campeonato Mundial de Superbikes

#### Por temporada
| Temp. | Moto                   | Equipo                   | Carreras | Victorias | Podios | Poles | V.Rap. | Pts. | Pos. |
| ----- | ---------------------- | ------------------------ | -------- | --------- | ------ | ----- | ------ | ---- | ---- |
| 2016  | Kawasaki Ninja ZX-10R  | Pedercini Racing         | 2        | 0         | 0      | 0     | 0      | 9    | 25.º |
| 2021  | Kawasaki Ninja ZX-10RR | Kawasaki Puccetti Racing | 21       | 0         | 0      | 0     | 0      | 44   | 18.º |
| 2022  | Kawasaki Ninja ZX-10RR | Kawasaki Puccetti Racing | 29       | 0         | 0      | 0     | 0      | 61   | 14.º |
| 2023  | Kawasaki Ninja ZX-10RR | Kawasaki Puccetti Racing | 3        | 0         | 0      | 0     | 0      | 0    | 35.º |
| Total |                        |                          | 55       | 0         | 0      | 0     | 0      | 114  |      |

- * Temporada en curso.

#### Carreras por año
(Carreras en negrita indica pole position, carreras en cursiva indica vuelta rápida)
| Año  | Moto     | 1   | 1   | 2   | 2   | 3   | 3   | 4      | 4      | 5       | 5       | 6   | 6   | 7   | 7   | 8   | 8   | 9   | 9   | 10  | 10  | 11  | 11  | 12  | 12  | 13  | 13  | Pos. | Pts. |
| Año  | Moto     | R1  | R2  | R1  | R2  | R1  | R2  | R1     | R2     | R1      | R2      | R1  | R2  | R1  | R2  | R1  | R2  | R1  | R2  | R1  | R2  | R1  | R2  | R1  | R2  | R1  | R2  | Pos. | Pts. |
| ---- | -------- | --- | --- | --- | --- | --- | --- | ------ | ------ | ------- | ------- | --- | --- | --- | --- | --- | --- | --- | --- | --- | --- | --- | --- | --- | --- | --- | --- | ---- | ---- |
| 2016 | Kawasaki | AUS | AUS | THA | THA | SPA | SPA | NED 10 | NED 13 | ITA DNS | ITA DNS | MAL | MAL | GBR | GBR | ITA | ITA | USA | USA | GER | GER | FRA | FRA | SPA | SPA | QAT | QAT | 25.º | 9    |

| Año  | Moto     | 1      | 1       | 1      | 2      | 2       | 2      | 3      | 3       | 3       | 4     | 4     | 4      | 5       | 5       | 5       | 6      | 6      | 6     | 7       | 7      | 7      | 8       | 8      | 8      | 9      | 9       | 9       | 10      | 10     | 10      | 11      | 11      | 11      | 12     | 12     | 12     | 13  | 13  | 13  | Pos. | Pts. |
| Año  | Moto     | R1     | CS      | R2     | R1     | CS      | R2     | R1     | CS      | R2      | R1    | CS    | R2     | R1      | CS      | R2      | R1     | CS     | R2    | R1      | CS     | R2     | R1      | CS     | R2     | R1     | CS      | R2      | R1      | CS     | R2      | R1      | CS      | R2      | R1     | CS     | R2     | R1  | CS  | R2  | Pos. | Pts. |
| ---- | -------- | ------ | ------- | ------ | ------ | ------- | ------ | ------ | ------- | ------- | ----- | ----- | ------ | ------- | ------- | ------- | ------ | ------ | ----- | ------- | ------ | ------ | ------- | ------ | ------ | ------ | ------- | ------- | ------- | ------ | ------- | ------- | ------- | ------- | ------ | ------ | ------ | --- | --- | --- | ---- | ---- |
| 2021 | Kawasaki | SPA 15 | SPA Ret | SPA 10 | POR 13 | POR Ret | POR 14 | ITA 11 | ITA Ret | ITA 11  | GBR 9 | GBR 7 | GBR 12 | NED Ret | NED DNS | NED DNS | CZE    | CZE    | CZE   | SPA Ret | SPA 15 | SPA 14 | FRA DNS | FRA 14 | FRA 13 | SPA 13 | SPA Ret | SPA Ret | SPA DNS | SPA C  | SPA DNS | POR     | POR     | POR     | ARG    | ARG    | ARG    | INA | INA | INA | 18.º | 44   |
| 2022 | Kawasaki | SPA 14 | SPA 14  | SPA 11 | NED 15 | NED 13  | NED 10 | POR 17 | POR Ret | POR DNS | ITA   | ITA   | ITA    | GBR 12  | GBR 14  | GBR 14  | CZE 12 | CZE 12 | CZE 9 | FRA 10  | FRA 14 | FRA 12 | SPA 14  | SPA 11 | SPA 12 | POR 13 | POR 14  | POR Ret | ARG 11  | ARG 18 | ARG 15  | INA DNS | INA DNS | INA DNS | AUS 14 | AUS 11 | AUS 13 |     |     |     | 14.º | 61   |
| 2023 | Kawasaki | AUS    | AUS     | AUS    | INA    | INA     | INA    | NED    | NED     | NED     | SPA   | SPA   | SPA    | ITA     | ITA     | ITA     | GBR    | GBR    | GBR   | ITA     | ITA    | ITA    | CZE     | CZE    | CZE    | FRA 19 | FRA 16  | FRA Ret | SPA     | SPA    | SPA     | POR     | POR     | POR     | SPA    | SPA    | SPA    |     |     |     | 35.º | 0    |

- * Temporada en curso.

### Campeonato Mundial de Motociclismo de Resistencia

#### Por temporada
| Temp. | Moto   | Equipo       | Carreras | Victorias | Podios | Poles | V.Rap. | Pts. | Pos. |
| ----- | ------ | ------------ | -------- | --------- | ------ | ----- | ------ | ---- | ---- |
| 2016  | Suzuki | Team R2CL    | 1        | 0         | 0      | 0     | 1      | 123  | 1.º  |
| 2016  | Yamaha | GMT94 Yamaha | 3        | 2         | 2      | 0     | 0      | 123  | 1.º  |
| Total |        |              | 4        | 2         | 2      | 0     | 1      | 123  |      |

#### Carreras Por Año
(Carreras en negrita indica pole position, carreras en cursiva indica vuelta rápida)
| Temp. | Moto   | 1                | 2                | 3                  | 4                | Pos. | Pts. |
| ----- | ------ | ---------------- | ---------------- | ------------------ | ---------------- | ---- | ---- |
| 2016  | Suzuki | LMS Gral:4 Cls:4 |                  |                    |                  | 1.º  | 123  |
| 2016  | Yamaha |                  | POR Gral:1 Cls:1 | SUZ Gral:14 Cls:14 | OSC Gral:1 Cls:1 | 1.º  | 123  |